# ایکس-گال
اکس-گال (به انگلیسی: X-gal) با فرمول شیمیایی C۱۴H۱۵BrClNO۶ یک ترکیب شیمیایی با شناسه پاب‌کم ۶۵۱۸۱ است. که جرم مولی آن ۴۰۸٫۶۲۹ g/mol می‌باشد. 